# Yaaku (Sprache)
Yaaku (auch bekannt als Mogogodo, Mukogodo, Mukoquodo, Siegu, Yaakua, Yiaku und Yiakunte) ist eine kuschitische Sprache, wobei die weitere Unterteilung umstritten ist. Sie wird von etwa 10 Menschen vom Volk der Yaaku gesprochen, welches eine Bevölkerung von 4'000 aufweist, wobei die meisten Yaaku Maa als Muttersprache sprechen. Sie ist bedroht.